# 애착

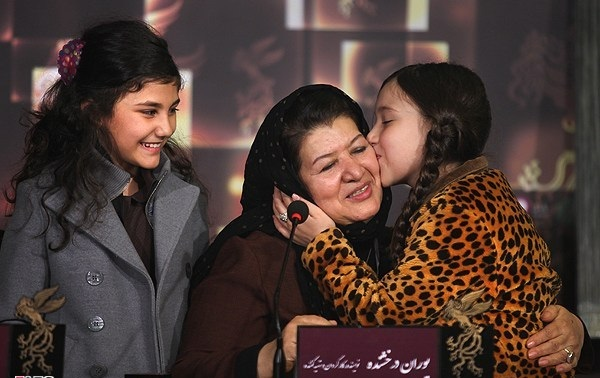
애착

애착(愛着, attachment)은 사람이나 동물 등에 대해 특별한 정서적인 관계를 가지는 것을 말한다. 특히 종종 유아기까지의 어린이와 육아하는 어머니 사이에 형성되는 모녀/모자 관계를 중심으로 한 정서적 같은 관계라는 의미로 쓰이기도 한다. 에릭 에릭슨에 따르면 그의 인간발달 8단계 중 영아기에서 애착은 가장 강조되는 사회정서적 발달의 가장 중요한 측면이다.  애착은 생후 6개월에서 8개월에 발생하는 것으로 알려져 있는데, 애착의 근거에 대한 주요 논점으로는 지그문트 프로이트의 욕구감소론, 에릭슨의 심리사회적인 설명, 존 보울비의 진화심리학적 설명, 해리 할로우의 동물모델로부터의 증거 등이 있다.
보울비(1973)는 애착을 정서적 유대관계로 보았다. 생애 초기의 인간은 보호가 필요한 존재로, 양육자와의 정서적 유대가 각자의 안전과 생존을 위해 매우 중요하다. 애착은 대상에 대해 접근 상태를 유지하려는 행동과 접근 상태가 훼손될 경우 이를 회복하려는 행동을 모두 포함하며, 접근성, 능동성, 지속성의 특성을 가진다. 유아는 양육자와의 상호작용을 통한 관계경험을 바탕으로 자신과 타인에 대한 표상(representation)을 발달시킨다. 초기 이론가들은 이를 내적 작동 모델(Internal Working Model)이라 개념화하였다. 내적 작동 모델은 자기와 타인에 대해 가지는 정신적 표상으로, 개인은 이 모델을 바탕으로 자신이 자기표상(self representation)과 타인표상(other representation)을 발달시킨다. 이는 새로운 환경 정보나 자극에 대한 이해뿐만 아니라 개인의 자각과 행동에도 영향을 미쳐 대인 관계에서의 감정과 사고, 기대 등을 유도한다

## 내적 작동 모델
이후 킴 바솔러뮤 (Bartholomew,Kim)와 레너드 호로위츠 (Horowitz,Leonard M.)는 보울비의 내적 작동 모델인 애착이론의 개념을 체계화하면서, 애착 관계 경험이 개인의 인지발달, 정서, 행동을 총괄하는 내적 표상으로 작용한다는 점에 주목하였다. 이는 자기가 스스로 사랑과 보호를 받을 만한 존재라고 믿는 자기표상과 더불어 타인이 자기를 사랑하고 보호해 줄 것이라고 믿는 타인표상이 각각 긍정적이냐 부정적이냐에 의해서 결정된다고 보았다. 다양한 애착 관련 연구들에서 볼 수 있듯이 애착은 어느 한 시점에 고정되는 것이 아니라 수정 및 교정이 가능하며 지속적으로 복잡한 구조로 발달해 나가는 것으로 볼 수 있다.

## 애착주의
애착주의는 애착을 가장 중요한 것으로 간주하는 학파이다. 비록 주류 서양 철학에서는 발견되지 않지만 인도 철학에는 존재한다.

## 같이 보기
- 감성 컴퓨팅
- 낭만적 지향(Romantic orientation)
- 매력(Attractiveness)
- 메리 에인스워스(Mary Ainsworth)
- 미러링(mirroring)
- 애착이론(Attachment theory)
- 에릭 에릭슨(Eric Erickson)
- 열광(Infatuation)
- 입력 가설
- 정서론
- 존 보울비(John Bowlby)
- 풋사랑(Puppy love)